# Grand Prix de Denain 1998
La 40e édition du Grand Prix de Denain a eu lieu le 23 avril 1998. Elle a été remportée par l'Estonien Jaan Kirsipuu.

## Classement final
Jaan Kirsipuu remporte la course en parcourant les 189 kilomètres en 4 h 18 min 25 s à la vitesse moyenne de 43,883 km/h,.
| Classement final, | Classement final,  | Classement final, | Classement final,               | Classement final,  |
|                   | Coureur            | Pays              | Équipe                          | Temps              |
| ----------------- | ------------------ | ----------------- | ------------------------------- | ------------------ |
| 1er               | Jaan Kirsipuu      | Estonie           | Casino                          | en 4 h 18 min 25 s |
| 2e                | Jeroen Blijlevens  | Pays-Bas          | TVM-Farm Frites                 | m.t                |
| 3e                | Frédéric Moncassin | France            | Crédit agricole                 | m.t                |
| 4e                | Enrico Cassani     | Italie            | Polti                           | m.t                |
| 5e                | Frédéric Guesdon   | France            | La Française des Jeux           | m.t                |
| 6e                | Markus Zberg       | Suisse            | Post Swiss-Loup Sport           | m.t                |
| 7e                | Hans De Meester    | Belgique          | Tonissteiner-Colnago-Vosschemie | m.t                |
| 8e                | Koen Beeckman      | Belgique          | Ipso-Euroclean                  | m.t                |
| 9e                | Franck Morelle     | France            | La Française des Jeux           | m.t                |
| 10e               | Hendrik Van Dyck   | Belgique          | TVM-Farm Frites                 | m.t                |
| modifier          |                    |                   |                                 |                    |